# Naučná stezka T. G. Masaryka
Naučná stezka T. G. Masaryka je okružní naučná stezka a cyklostezka ve Valašském Meziřičí, Jarcové a Poličné v okrese Vsetín. Geograficky se nachází na Valašsku ve Zlínském kraji v pohořích Podbeskydská pahorkatina a Hostýnské vrchy.

## Historie a popis
Naučná stezka T. G. Masaryka byla postavena asi v roce 2005 a má délku cca 13 km. Je zaměřená a pojmenovaná po prvnímu československému prezidentovi, kterým byl Tomáš Garrigue Masaryk (1850–1937) a který právě na Valašsku začal svoji politickou kariéru. Stezka začíná a končí na náměstí a vede kolem Zámku ve Valašském Meziříčí, Rožnovské Bečvy, parku Abácie, soutoku řek Rožnovská Bečva a Vsetínská Bečva, Poličné až do sedla pod Piškovou, přes Jarcovskou kulu do Jarcové a zpět.

### Zastavení
Stezka má celkem 12 zastavení s informačními panely:
1) Náměstí Valašské Meziříčí
2) Zámek Žerotínů
3) Soutok Bečev
4) Poličná U kaple
5) Lesní hospodářství
6) Janíčkova studánka pod Piškovou
7) Pomníček T. G. Masaryka na Piškové
8) Panoramatická mapa - na hřebenu nad Bražisky (pod Horou) v Hostýnských vrších
9) PP Jarcovská kula
10) Obec Jarcová
11) PP Bražiska
12) U řeky Bečvy

## Další informace
Stezka je celoročně volně přístupná a navazuje na další trasy např. Cyklostezka Bečva aj.